# Rumänische Nationalbank
Die Rumänische Nationalbank (Rumänisch: Banca Națională a României) ist die zentrale Notenbank von Rumänien. Der Hauptsitz der Bank befindet sich in Bukarest. Sie ist Mitglied im Europäischen System der Zentralbanken.

## Geschichte
Das Startkapital der rumänischen Nationalbank betrug 30 Millionen Lei, von denen 10 Millionen aus staatlichen Mitteln bereitgestellt wurden.

## Geschäftsführung
Die Geschäftsführung der Bank von Rumänien wird in einem Autonomiegesetz geregelt. Sie besteht aus
- einem Gouverneur
- einem stellvertretenden Gouverneur
- einem regierenden Gouverneur und
- der Zentralbank-Kommission.

Der Gouverneur wird vom Rumänischen Parlament ernannt. Aktueller Gouverneur ist Mugur Isărescu.

## Aufgaben
Die Zentralbank verfolgt eine flexible Wechselkurspolitik und konzentriert sich auf den Kampf gegen die Inflation.
Zu den Aufgaben der Zentralbank gehört die Umsetzung von geldpolitischen Beschlüssen des EZB-Rates, die Abwicklung des Zahlungsverkehrs, die Verwaltung der nationalen Devisenreserven sowie die Erstellung der nationalen Zahlungsbilanz (Erhebung der notwendigen statistischen Daten).